# 峨眉县
峨眉县或作峨嵋县，中国旧县名。
隋朝开皇十三年（593年）置峨眉县，治所在今四川省峨眉山市。属眉山郡。北周所置峨眉县，已在此前改名为龙游县。唐朝时，峨眉县属嘉州，南宋属嘉定府，元朝属嘉定府路，明朝属嘉定州。清朝时，峨眉县属嘉定府，评价：繁。
1949年11月，中国人民解放军第二野战军发起西南战役，逐渐占领四川全省。12月16日，中国人民解放军第16军所辖第47师、第48师进占了邻近的乐山县城，随后乘胜攻占峨眉县城，中华民国政府对此地的管辖结束。1950年起，属乐山专区、乐山地区。1988年撤销，改设峨眉山市，隶属地级乐山市。